# العلاقات الأوكرانية العراقية
العلاقات الأوكرانية العراقية هي العلاقات الثنائية التي تجمع بين أوكرانيا والعراق.
خدم حوالي 5000 جندي أوكراني في العراق في أعقاب غزو العراق 2003 وعند احتلاله (2003-2011) .
قدمت أوكرانيا حوالي 1700 جندي من عام 2003 الى 2005 ، قُتل منهم 18 جنديًا. في عام 2004 تم الأعتراف بأوكرانيا على أنها تقدم دعمًا ممتازًا في حملة الإدارة الأمريكية ضد الإرهابيين في العراق.في عام 2006 قلصوا حجم القوات إلى قوة حفظ سلام تضم حوالي 40 جنديًا. 

## تاريخ
يتم تحديد تشكيل وتطوير التعاون الثنائي بين الدولتين من خلال الروابط التاريخية والإمكانات الهامة للتعاون في المجالات الإقتصادية والعلمية والعسكرية. أصبحت الخبرة القيمة التي أكتسبتها الشركات الأوكرانية من تطوير البنية التحتية للعراق وتطوير كافة الصناعات في الاقتصاد العراقي خلال الثمانينات أساسًا تاريخيًا لتطوير العلاقات المتبادلة.
وفي الوقت نفسه ،كان تطبيق العقوبات الدولية على العراق والوضع الدولي المعقد حول بغداد سببًا في تقييد التطور النشط للعلاقات المتبادلة خلال التسعينات. ومع ذلك، ظل العراق أحد الاتجاهات المهمة للسياسة الأوكرانية، وخاصة في المجال الاقتصادي.

## العلاقات الرسمية
أُقيمت العلاقات الدبلوماسية بين العراق وأوكرانيا في 16 ديسمبر 1992. وفي مايو 2001 أُعيد افتتاح سفارة أوكرانيا في بغداد. كما يوجد للعراق ايضًا سفارة في كييف. ومنذ عام 2004 توجد بعثة تجارية واقتصادية تعمل تحت رعاية سفارة أوكرانيا في العراق. وفي الوقت نفسه يتم تنظيم معرض دائم للسلع والخدمات الأوكرانية في بغداد.

## العلاقات الاقتصادية
خلال فترة ما قبل الحرب، كان التعاون الاقتصادي بين أوكرانيا والعراق يتطور حصريًا في إطار برنامج الأمم المتحدة (النفط مقابل الغذاء). تم تحديد هيكل السلع التجارية في الفترة الثانية من خلال وجود العقوبات الدولية، والتي قللت من تشكيلة الإنتاج الأوكرانية. في سنوات مختلفة تم تسليم المنتجات المعدنية (المعادن الحديدية) والمنتجات الزراعية (الشعير والقمح) ومنتجات المعدات والآلات (الآلات الزراعية ومحولات الطاقة والمحركات والمولدات). وارتفعت الصادرات الأوكرانية إلى العراق من 2.5 مليون دولار في 1988 إلى 122.7 مليون دولار في 2002، وفي عام 2018 بلغ حجم التبادل التجاري أكثر من 644 مليون دولار . خلال عام 2001 وقعت أوكرانيا والعراق معاهدة للتعاون التجاري والاقتصادي والعلمي والتقني، واتفاقية الشراكة بين الغرفة التجارية والصناعية في أوكرانيا واتحاد الغرف التجارية العراقية، ومعاهدة الصداقة والتعاون بين إدارة الدولة الإقليمية في دونيستك وإدارة محافظة البصرة.
في عام 2003، توافرت الظروف الملائمة لتطوير العلاقات بين أوكرانيا والعراق على أسس جديدة وأوسع نطاقاً. وكانت زيارة وزير خارجية أوكرانيا قسطنطين جريشينكو إلى العراق واحدة من أولى الزيارات رفيعة المستوى التي يقوم بها مسؤولون عراقيون في هذه المرحلة من العلاقات الثنائية.
تم تحديد أسس ومعايير تطوير العلاقات بين أوكرانيا والعراق الجديد في المستقبل القريب في سبتمبر 2004 خلال زيارة العمل التي قام بها رئيس وزراء أوكرانيا فيكتور يانوكوفيتش إلى العراق. خلال هذه الزيارة، حدد رئيسا حكومتي أوكرانيا والعراق مثل هذه الأولويات والأهداف المحددة لتطوير التعاون الثنائي في المستقبل القريب.
تشير ديناميكيات حجم التجارة في النصف الأول من عام 2004 إلى تجديد تدريجي لحجم الصادرات الأوكرانية إلى العراق، فضلاً عن تنويعها. بلغ حجم الصادرات 18.8 مليون دولار أمريكي وتألفت من إمدادات القاطرات بقيمة 15.5 مليون دولار أمريكي (82٪)، والحديد والصلب (8.3٪)، والأغذية (4٪)، والأدوية (4٪)، ووسائل النظافة، والورق.
وفي ديسمبر 2009، وافقت أوكرانيا على توريد أسلحة للعراق بقيمة 550 مليون دولار.

## مقارنة بين البلدين
هذه مقارنة عامة ومرجعية للدولتين:
| وجه المقارنة                                              | أوكرانيا                                   | العراق                       |
| --------------------------------------------------------- | ------------------------------------------ | ---------------------------- |
| المساحة (كم2)                                             | 603.63 ألف                                 | 437.07 ألف                   |
| عدد السكان (نسمة)                                         | 45.55 مليون                                | 38.27 مليون                  |
| الكثافة السكانية (ن./كم²)                                 | 75.46                                      | 87.56                        |
| العاصمة                                                   | كييف                                       | بغداد                        |
| اللغة الرسمية                                             | اللغة الأوكرانية                           | اللغة العربية، اللغة الكردية |
| العملة                                                    | هريفنا أوكرانية، كاربوفانيتس،              | دينار عراقي                  |
| الناتج المحلي الإجمالي (بليون دولار)                      | 112.15 مليار                               | 197.72 مليار                 |
| الناتج المحلي الإجمالي (تعادل القوة الشرائية) بليون دولار | 352.98 مليار                               | 560.73 مليار                 |
| الناتج المحلي الإجمالي الاسمي للفرد دولار أمريكي          | 2.11 ألف                                   | 4.94 ألف                     |
| الناتج المحلي الإجمالي للفرد دولار أمريكي                 | 8.66 ألف                                   | 15.06 ألف                    |
| مؤشر التنمية البشرية                                      | 0.747                                      | 0.654                        |
| رمز المكالمات الدولي                                      | +380                                       | +964                         |
| رمز الإنترنت                                              | .ua، .укр ‏                                 | .iq                          |
| المنطقة الزمنية                                           | ت ع م+02:00، ت ع م+03:00، توقيت شرق أوروبا | ت ع م+03:00، ت ع م+04:00     |

## منظمات دولية مشتركة

مصطفى الكاظمي مجالِساً القائم بأعمال سفارة أوكرانية في بغداد يوم 17 أيار 2022

يشترك البلدان في عضوية مجموعة من المنظمات الدولية، منها:
| علم المنظمة | اسم المنظمة                        | تاريخ انضمام أوكرانيا | تاريخ انضمام العراق |
| ----------- | ---------------------------------- | --------------------- | ------------------- |
|             | مؤسسة التنمية الدولية              | 27 مايو 2004          | 29 ديسمبر 1960      |
|             | يونسكو                             | 12 مايو 1954          | 21 أكتوبر 1948      |
|             | وكالة ضمان الاستثمار متعدد الأطراف | 19 يوليو 1994         | 6 أكتوبر 2008       |
|             | الأمم المتحدة                      | 24 أكتوبر 1945        | 21 ديسمبر 1945      |
|             | الاتحاد البريدي العالمي            | ?                     | ?                   |
|             | البنك الدولي للإنشاء والتعمير      | 3 سبتمبر 1992         | 27 ديسمبر 1945      |
|             | الاتحاد الدولي للاتصالات           | 7 مايو 1947           | 12 نوفمبر 1928      |
|             | منظمة حظر الأسلحة الكيميائية       | ?                     | ?                   |
|             | مؤسسة التمويل الدولية              | 18 أكتوبر 1993        | 27 ديسمبر 1956      |
|             | منظمة الشرطة الجنائية الدولية      | ?                     | ?                   |

## أعلام
هذه قائمة لبعض الشخصيات التي تربطها علاقات بالبلدين:
- دينا موسوي (ممثلة عراقية، القرن العشرين – )

## وصلات خارجية
- موقع وزارة الخارجية الأوكرانية
- موقع وزارة الخارجية العراقية